# Claus Noppeney
Claus Noppeney (* 1968 in Essen) ist ein in Bern lebender deutscher Wirtschaftswissenschaftler, Hochschullehrer und Unternehmensberater.

## Leben

### Ausbildung
Noppeney studierte von 1989 bis 1993 an der Universität St. Gallen Wirtschaftswissenschaften bei Hans Christoph Binswanger, Thomas Dyllick, Gebhard Kirchgässner und Peter Ulrich und schloss mit dem Lizenziat ab. Studien und Forschungsaufenthalte führten ihn an die Duke University und die Harvard University. Anschliessend war er im Bereich Umweltmanagement als wissenschaftlicher Assistent am Institut für Wirtschaft und Ökologie der Universität St. Gallen tätig. Seine Forschungen zur Sozialphilosophie Frank Knights verknüpfen den St. Galler Ansatz der Integrativen Wirtschaftsethik mit einer Hauptströmung in den Wirtschaftswissenschaften. Die Dissertation wurde 1998 mit dem Amicitia-Preis als beste wirtschaftswissenschaftliche Dissertation der Universität St. Gallen und mit dem Peter-Werhahn-Preis ausgezeichnet.

### Berufliche Tätigkeit
Von 2001 bis 2009 führte er gemeinsam mit Armin Chodzinski die Beratungs- und Forschungsplattform CNC für Organisation & visuelle Kultur, Geschäftsprozess & Form, Management & Bildkompetenz. Im Jahr 2005 wurde er als Fellow in das Programm Arts, Science & Business an der Akademie Schloss Solitude eingeladen. Seit 2001 lehrt er an Hochschulen in Deutschland, Frankreich und der Schweiz zu den Themen Management, Strategie und Kultur (z. B. Grenoble École de Management, Universität St. Gallen, Universität Witten/Herdecke). Seit 2009 lehrt und forscht er als Professor an der Berner Fachhochschule in der Schweiz. Forschungsprojekte zur Designpraxis und zur Produktentwicklung führten ihn mit Unterstützung des Schweizerischen Nationalfonds in die Welt der Parfum- und Duftentwicklung. Er untersucht unter anderem mit ethnographischen Methoden die Kreativitätspraktiken von Parfümeuren wie Christophe Laudamiel. Im Rahmen der Biennale Bern initiierte er im Jahr 2014 das Scent Culture Institute.

### Gesellschaftliches Engagement
Noppeney engagiert sich seit 2022 bei der Aktivistengruppe Renovate Switzerland, die Formen des zivilen Ungehorsams praktiziert. So nahm er an Blockaden des Berner Berufsverkehrs und einer Autobahn teil.

## Publikationen
- Eau de Corvette: Über den Geruch von Benzin und was er in uns auslöst. In: Das Magazin. Nr. 41, 2017, S. 24–26.
- mit Nada Endrissat, Gazi Islam: Visual organizing: Balancing coordination and creative freedom via mood boards. In: Journal of Business Research. 69 (7), 2016, S. 2353–2362.
- mit Gazi Islam, Nada Endrissat: Beyond ‘the Eye’ of the Beholder: Scent innovation through analogical reconfiguration. In: Organization Studies. 37 (6), 2016, S. 769–795.
- mit Ashraf Osman: Anna-Sabina Zürrer – Die Suche nach der Essenz. In: Kunstbulletin. Nr. 4, 2015, S. 30–37.
- mit Nada Endrissat: Materializing the Immaterial: Relational Movements in a Perfume’s Becoming. In: Paul R. Carlile, Davide Nicolini, Ann Langley, Haridimos Tsoukas (Hrsg.): How Matter Matters. Objects, Artifacts, and Materiality in Organization Studies. Oxford University Press, 2013, S. 58–91.
- Zwischen Chicago-Schule und Ordoliberalismus: Wirtschaftsethische Spuren in der Ökonomie Frank Knights. Bd. 21. Paul Haupt, Bern 1998.